# Albánia zászlaja
Az albán zászló központi helyén egy fekete, kétfejű sas látható vörös háttérrel. A ma hivatalos lobogó legfőbb motívuma immár több mint 500 éve ennek az iszlám vallású területnek a jelképe. Ugyan mai formájában a történelem során többször is megjelent, mégis csak 1992. április 7-én adoptálta hivatalosan az albán nemzetgyűlés ezt a lobogót.

## A sas története
A ma is nemzeti jelképként tisztelt kétfejű madárról egy elterjedt albán népmese szól. A történet kezdete visszavisz minket abba az időbe, amikor a mai ország helyén még nem létezett szervezett állam. Ekkor a legendák szerint egy pásztorfiú indult vadászútra az ősi Illíria hegyei között. A fiú útja során meglátott egy hatalmas és erős sast, amely egy sziklaszirtre szállt le. A csodálatos madár csőrében egy kígyót tartott. Mikor a sas letette zsákmányát a szirten lévő fészkébe, az ifjú elhatározta, hogy felmászik oda.

Amikor felért, a fészekben egyetlen fiókát talált, amely kétségbeesetten sikítozott, mert a fészekbe rakott kígyó nem vesztette életét. A pásztor íjával megölte a kígyót, és magához vette a sasfiókát, majd hazaindult vele. 

Amint ballagott a hegyek között, egyszer csak az anyamadár szárnyainak suhogását hallotta meg a feje felett. A sas megpillantva kicsinyét csodálatos módon megszólalt:

-Miért raboltad el gyermekemet?

-A fióka mostantól az enyém, hiszen megmentettem az életét attól a kígyótól, amelyet te nem öltél meg! -válaszolta a pásztorfiú

-Kérlek, add vissza fiókámat, és jutalmul neked adom szemem éles látását és hatalmas szárnyaim erejét. Legyőzhetetlen leszel, és az én nevemet kapod majd egykor az emberektől.
A pásztorfiú elfogadta a sas ajánlatát, és visszaadta a fiókát. Az idő múltával a fióka és a fiú is felcseperedett. A sas mindig a pásztor nyomában járt és vezette az ifjú útját. Így sikerült neki íjával leteríteni az erdők rengeteg fenevadját, és kardjával vérét ontani a haza ellenségeinek. A haza lakói pedig látván a kiváló pásztor tetteit, őt királyukká választották, és elnevezték Shqipëtarnak, azaz a sas fiának. Az országot pedig azóta is Shqipërianak nevezik, tehát a Sas földjének.

## A lobogó története
A mai lobogó először a 15. században jelent meg Albániában. Az albán történelem egyik legnagyobb hatású alakjának, a keresztény Kasztrióta Györgynek a jelképe volt. György később az Oszmán Birodalom egyik tábornoka lett, és ekkor vette fel ismertebb nevét, a Szkander béget (vagy Iskander béget). Ő volt az, aki később visszatért eredeti vallásához, és megpróbálta népét kiszabadítani a török uralom alól. 

Az egész 1443-ban kezdődött, amikor Hunyadi János, magyar hadvezér hadjáratot indított a törökök ellen. Hunyadi követei többször is megkeresték a béget, hogy robbantson ki felkelést a közös ellenség háta mögött. Ennek engedve, Szkander bég elárulta az oszmán sereget, és a magyar hadakkal egy időben elfoglalta Kruja várát, amelyre felvonta saját zászlaját. A bizánci eredetű kétfejű sast, vörös háttérrel. 

1444-ben ezalatt a lobogó alatt egyesültek Albánia hercegei, akik Szkander bég vezetésével létrehozták Lezha városában a Lezhai Ligát. Ez a szövetség vezetett Albánia rövid függetlenségéhez. Kruja erődje összesen 24 alkalommal állta ki a török hadak ostromát, amelyeket gyakran maga a szultán, II. Murád vagy később II. Mehmed vezetett. Szkander bég 1468-as halála után majdnem egy évtizeddel tartotta magát az albán függetlenség, ám a túlerő 1478. június 16-án győzött. A lobogó azonban ettől kezdve fennmaradt az albánok között.
1912-ben nyerte el végleg függetlenségét Albánia. A hercegség hivatalos zászlaján megjelent a fekete kétfejű sas, amelynek csőrei és karmai arany színűek voltak, arany nyilakat tartott karmai között, és a vörös hátterű sas felett egy fehér, ötágú csillag ékeskedett. 1920-ban kikiáltották az első Albán Köztársaságot, amelynek hivatalos lobogója lett a mai zászló. 1939-ben Olaszország lerohanta a balkáni országot, és 1944-ben kommunista befolyás alá került Albánia kormánya. Így jött létre 1946-ban az a lobogó, amely a mai hivatalos jelképet egy sárga szegélyű vörös csillaggal toldotta meg. A csillag a sas felett kapott helyet. Végül Albánia ismét köztársaság lett, és 1992-ben ezt a zászlót adoptálta.

Az albániai muzulmánok zászlaja
Albán kereskedelmi zászló az oszmán időkből
Az albán nemzetiségi mozgalmak zászlaja
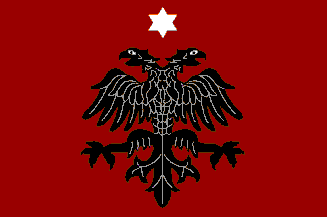
Forradalmi zászló 1912-ből
A független Albánia első zászlaja (1912-1914)
Az Albán Fejedelemség zászlaja (1914–1920)
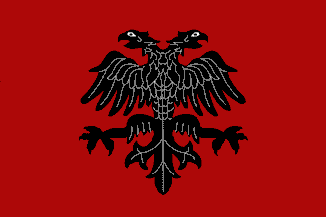
De facto zászló 1914-15-ben
Az Albán Fejedelemség és az első Albán Köztársaság zászlaja (1920-1926)
Az első Albán Köztársaság zászlaja (1926-1928)
Az Albán Királyság zászlaja (1928-1939)
Albánia zászlaja az olasz megszállás alatt (1939-1943)
Albánia zászlaja az olasz megszállás alatt, koronával kiegészítve (1939-1943)
Albánia zászlaja a német megszállás alatt (1943-1944)
Az Albán Népköztársaság első zászlaja (1944-1946)
Az Albán Népköztársaság második zászlaja (1946-1992)

## További albán zászlók

Polgári zászló 1945-1992 között
Haditengerészeti zászló 1946-1954 között
Haditengerészeti zászló 1954-1958 között
Haditengerészeti zászló 1958-1992 között
Kormányzati zászló 1958-1992 között
Az Albán Partiőrség zászlaja 1958-1992 között
Az államfő zászlaja 1946-1992 között
Az államfő zászlaja 1992-2014 között
Polgári zászló 1992-től
Haditengerészeti zászló 1992-től
Kormányzati zászló 1992-től
Az Albán Partiőrség zászlaja 1992-től
Az államfő zászlaja 2014-től
Az Albán Rendőrség jelenlegi zászlaja
A Közép-albániai Köztársaság zászlaja 1913-14-ben
A Korçai Francia Protektorátus zászlaja az első világháború alatt
A Mirditai Köztársaság zászlaja 1921-ben
A jugoszláviai albán kisebbség zászlaja 1945-től 1991-ig